# ضفدع السلحفاة
الضفدع السلحفاة (الاسم العلمي Myobatrachus gouldii) هو نوع أحادي الطراز من البرمائيات موطنه أستراليا الغربية، تعيش في المستنقعات والمياه الضحلة سمي بهدا الاسم لانه يشبه السلحفاة ويتصرف مثله، دائري الجسم يصل طوله إلى 45 ملليمتر.

## الوصف
له انف بارز نسبيا شبيه بانف السلحفاة جلدية الظهر واقدام قصيرة وعينان صغيرتان بارزتان

## غدائه
يتغدى على القشريات و الحشرات و اللافقريات.
يعتبر نوعا نادرا من البرمائيات حيث ان اعداده قليلة ولم يتمكن أحد من عدها لندرتها وصعوبة رؤيتها.